# Jakob Kuoni
Jakob Kuoni (* 6. November 1850 in Maienfeld; † 23. Juli 1928 ebenda), reformiert, war ein Schweizer Pädagoge und Schriftsteller.

## Leben
Jakob Kuoni wurde am 6. November 1850 als Sohn des Jakob Kuoni, eines Nachtwächters, und der Magdalena geborene Stocker in Maienfeld geboren. Er absolvierte dort die Primarschule und trat danach ins Lehrerseminar in Schiers (1866–1869) ein. Seine erste Lehrtätigkeit übte er als Hilfslehrer in Oberhelfenschwil aus und legte 1870 erfolgreich das Staatsexamen (= Konkordatsprüfung) ab. Seine Lehrtätigkeit von 1870 bis 1872 in Engi (Kanton Glarus) und von 1872 bis 1880 in Kirchberg (Kanton St. Gallen) aus. 1874 heiratete er Mariette Wiget, die jedoch schon nach zwei Jahren verstarb – und nach deren Tod 1878 Wilhelmine Schulthess. Dieser Ehe entstammten zwei Mädchen. Von 1880 bis 1904 arbeitete er als Lehrer an der Einwohnergemeinde der Stadt St. Gallen. Von 1904 bis 1918 war er als vollamtlicher Schulaktuar in St. Gallen tätig. Mit 60 Jahren trat er in den Ruhestand, verliess St. Gallen und zog sich mit seiner Frau nach Maienfeld zurück. Nach seiner Rückkehr nach Maienfeld wurde er dort Mitglied des Schulrats. Er verschied am 23. Juli 1928 in Maienfeld, einige Monate nach einer schweren Operation im Kantonsspital St. Gallen.

## Wirken
Neben seiner Lehrtätigkeit an Schulen verfasste Kuoni zahlreiche Lehrmittel für den Sprachunterricht, die Heimatkunde und für den Geschichtsunterricht. Seine Beiträge zu Unterrichtsfragen erschienen regelmässig in der seit 1862 erscheinenden Schweizerischen Lehrerzeitung, über hundert Artikel und Gedichte sind derzeit belegt. Da nur wenige Unterrichtsmittel verfügbar waren, begann er schon bald, Lehrbücher für den Sprachunterricht sowie für Geschichte und Heimatkunde zu schreiben. Daneben schrieb er Erzählungen für Jugendliche, historische Dramen und Gedichte.
Häufig in der einschlägigen historischen Forschung wird auf Kuonis Buch «Balzli, der Schwabengänger» Bezug genommen. Es beschäftigt sich mit der Geschichte eines von seinem Vater verstossenen Jungen aus der Ostschweiz, der sich einer Gruppe von Schwabenkindern anschliesst, auf einem Kindermarkt in Ravensburg vermittelt und an einem Hof in Tettnang (Oberschwaben) arbeitet.
Das bekannteste Werk von Jakob Kuoni ist die Sammlung der «Sagen des Kantons St. Gallen», deren erste Auflage 1903 zum hundertjährigen Bestehen des Kantons St. Gallen erschien. In dem über 500 Texte zählenden Band ergänzte er eigene Nachforschungen mit Beiträgen von Kollegen aus dem ganzen Kanton. Es ist bis heute das einzige Sammelwerk über die Sagen des Kantons.

## Schriften (Auswahl)
- Balzli, der Schwabengänger. J. R. Müller, Zürich 1894. (Digitale Fassung).
- Nachtwächter Werner.  Verein für Verbreitung guter Schriften, Basel 1901.
- Sagen des Kantons St. Gallen. Wieser & Frey, St. Gallen 1903. (Digitale Fassung).
- Maienfeld, St. Luzisteig und die Walser. Buchdruckerei Ragaz, Ragaz 1921.